# Piotr Ch’oe Ch’ang-hŭb
Piotr Ch’oe Ch’ang-hŭb (ko. 최창흡 베드로) (ur. 1787 w Seulu, Korea, zm. 29 grudnia 1839 tamże) – katechista, męczennik, święty Kościoła katolickiego.
Piotr Ch’oe Ch’ang-hŭb urodził się w rodzinie urzędników państwowych. W wieku 13 lat stracił ojca. Wkrótce po tym zaczął uczyć się wiary chrześcijańskiej, ale nie został wtedy jeszcze ochrzczony. Podczas prześladowań w 1801 roku jego starszy brat Jan Ch’oe poniósł męczeńską śmierć za wiarę, a rodzina utraciła cały dobytek. Piotr Ch’oe Ch’ang-hŭb ożenił się z Magdaleną Son Sŏ-byok, z którą miał 11 dzieci (9 z nich zmarło w dzieciństwie). W 1815 roku Piotr Ch’oe Ch’ang-hŭb na nowo rozpoczął naukę religii. Jednak został ochrzczony dopiero w 1821 roku podczas epidemii cholery. Od tej pory stał się gorliwym katolikiem. Aresztowano go podczas prześladowań w 1839 roku. Pomimo tortur nie wyrzekł się wiary, ani nie zdradził innych współwyznawców. Został ścięty 29 grudnia 1839 w miejscu straceń za Małą Zachodnią Bramą w Seulu razem z sześcioma innymi katolikami (Barbarą Cho Chŭng-i, Magdaleną Han Yŏng-i, Benedyktą Hyŏng Kyŏng-nyŏn, Elżbietą Chŏng Chŏng-hye, Barbarą Ko Sun-i i Magdaleną Yi Yŏng-dŏk). Jego żona Magdalena Son Sŏ-byok została ścięta 31 stycznia 1840 roku, a 1 lutego stracono ich córkę Barbarę Ch’oe Yŏng-i.
Dniem jego wspomnienia jest 20 września (w grupie 103 męczenników koreańskich).
Beatyfikowany przez Piusa XI 5 lipca 1925 roku, kanonizowany razem z żoną i córką 6 maja 1984 roku przez Jana Pawła II w grupie 103 męczenników koreańskich.